# Schönkirchen
Schönkirchen là một đô thị thuộc huyện Plön, bang Schleswig-Holstein, Đức.It is situated approx. 6 km east of Kiel.